# Force aérienne chinoise
Cet article concerne la force aérienne de la république populaire de Chine. Pour l'armée de l'air de Taïwan, voir Force aérienne de la république de Chine.
La Force aérienne chinoise - officiellement : Force aérienne de l'armée populaire de libération - (chinois simplifié: 中国人民解放军空军; chinois traditionnel : 中國人民解放軍空軍; hanyu pinyin : Zhōngguó Rénmín Jiěfàngjūn Kōngjūn) est la composante aérienne de l'armée populaire de libération. Il s'agit de la troisième force aérienne mondiale (derrière les États-Unis et la Russie) et la plus importante force aérienne d'Asie, avec 250 000 membres et 2 500 avions de combat.

## Histoire
La première utilisation d'aéronefs au sein de l'armée populaire de libération remonte à la guerre sino-japonaise mais la constitution d'une force aérienne à part entière date de l'été 1949 avec la création du Groupe de Vol Nanyuan chargé de la protection aérienne de Pékin. Ce groupe dispose alors de 40 aéronefs saisis aux Forces armées de la république de Chine.
Avec la proclamation de la libération de la Chine, le 1er octobre 1949, la force aérienne chinoise fut fondée le 11 novembre 1949. Dès novembre 1950, elle participe à un conflit majeur, la guerre de Corée où avec des unités de l'armée de l'air soviétique volant sous cocarde chinoise; elle affronte les forces armées des États-Unis et la coalition sous drapeau de l'ONU. La livraison d'aéronefs en provenance de l'URSS notamment des Mig-15 débute dès 1951 et la Chine obtient deux ans plus tard des licences pour la production de ces aéronefs. L'aide soviétique ne se limite pas à la fourniture d'équipements mais participe également à la formation du personnel chinois et à la défense de l'espace aérien de certains sites face à Taïwan en 1950. Elle affrontera la Force aérienne de la république de Chine dans des combats aériens de grande ampleur lors de la Seconde crise du détroit de Taïwan en 1958.

Dans les années 1960, la rupture sino-soviétique entraînera une période difficile pour l'armée de l'air chinoise. La fin de l'aide soviétique combinée à la concurrence nouvelle exercée par le programme de missiles balistiques chinois vont contribuer à un affaiblissement de cette force aérienne. Cependant, de nouvelles conceptions locales d'aéronefs (Shenyang J-8 - basé sur le MiG-21 ou des copies d'hélicoptères comme le Super Frelon français) permettra un redressement progressif. Ainsi l'industrie de l'armement de la république populaire de Chine livre des aéronefs de combat à l'armée populaire vietnamienne à partir de 1965.
Entre la guerre du Viêt Nam et la fin des années 1980, les équipements de la force aérienne chinoise sont constitués quasi exclusivement d'appareils obsolètes d'origine soviétique. Le rôle de l'aviation chinoise était alors le soutien de l'armée de terre chinoise face à une éventuelle invasion de chars de l'armée rouge. Dans ce contexte, la guerre sino-vietnamienne de 1979 n'a vu qu'une intervention très limitée de l'aviation.
Dans les années 1980, la force aérienne chinoise accentua ses efforts sur la formation de ses pilotes et reçut le soutien des nations occidentales jusqu'en 1989. Avec les manifestations de la place Tian'anmen, et la répression organisée par l'armée, l'ONU vota un embargo total sur les ventes d'armes à la république populaire de Chine. Mais en 1991, l'effondrement de bloc soviétique permettra à la république populaire de Chine et à la Russie d'améliorer leurs relations. Ainsi, la Russie redevient un fournisseur d'armements de la République populaire.

### Modernisation

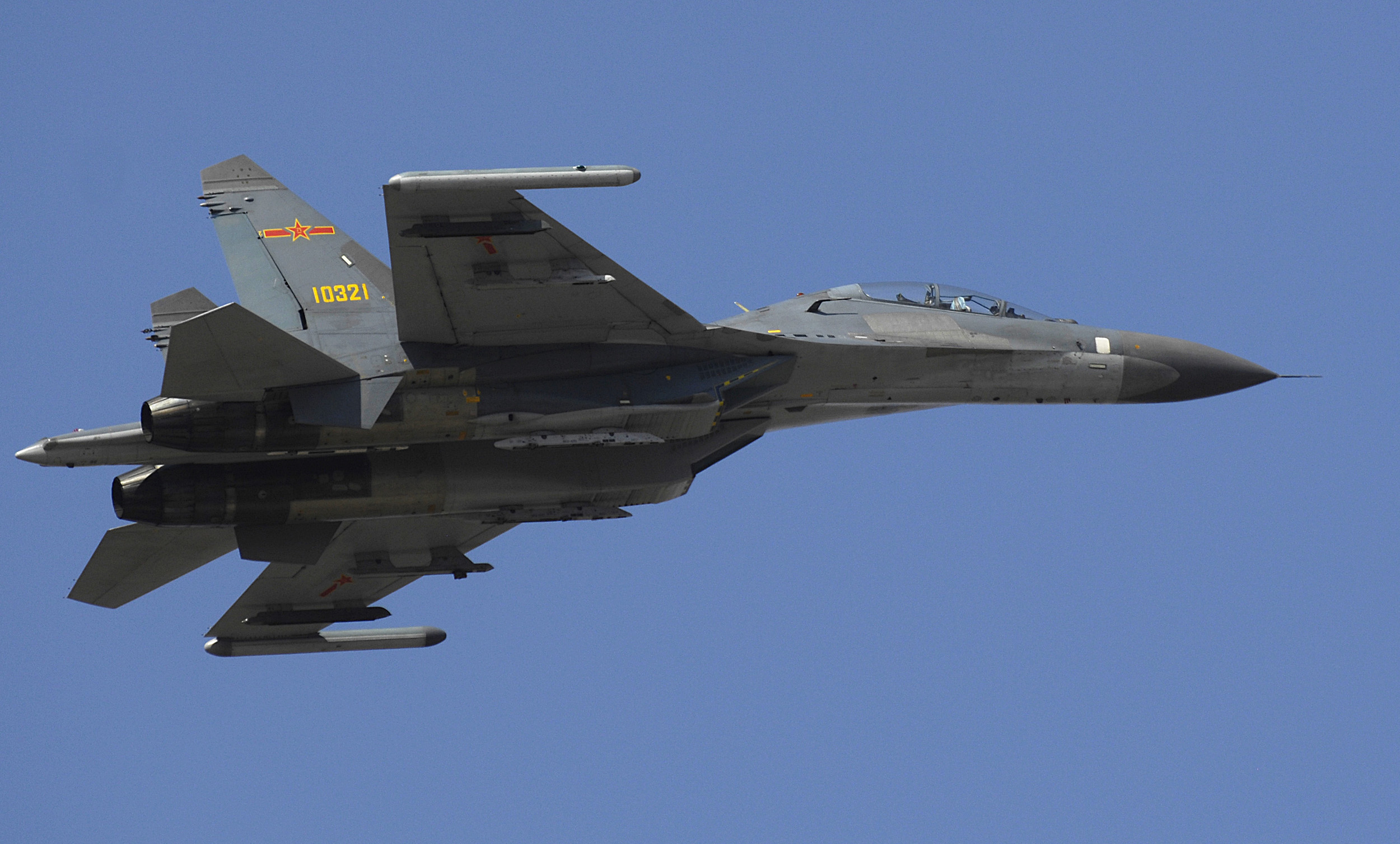
Un Shenyang J-11 en 2007.

Au début des années 1990, l'armée de l'air chinoise entame une vaste modernisation qui prévoit le retrait des avions dépassés et leur remplacement partiel par des appareils plus modernes. En effet en 1995 80% de la flotte de combat chinoise était composée de variantes du Mig-19, seulement moins de 2% de la flotte était composée d'avions de 4e génération. Ainsi la force aérienne diminue de manière drastique son parc d'avions avec le retrait du service de près de 3500 avions soit environ 70% de sa flotte. Les effectifs diminuent également mais cela permet un meilleur tout en assurant une meilleure qualité et disponibilité de ses équipements. Le retrait de tous ces avions nécessite évidement un renouvellement important et ce programme débute par l'acquisition de Su-27 et Su-30 et la conception du Chengdu J-10 et du JF-17 Thunder en collaboration avec le Pakistan pour ce dernier.
Puis la république populaire de Chine obtient en 1996 la licence pour la production locale de 200 Su-27 (Shenyang J-11) et une nouvelle acquisition de Su-27 et Su-30 permet de continuer cette modernisation mais en 2004, l'industrie de l'armement de la république populaire de Chine après avoir produit 95 J-11 et commencé la production du J-10 a annulé le contrat du J-11, arguant que le matériel russe était trop limité technologiquement. Pourtant, en 2007, Pékin a sorti le J-11B, qui est en fait une réplique de Su-27 biplace - sauf le moteur, le radar et le tableau de bord. En 2015 la Chine annonce avoir signé un contrat avec la Russie d'un montant de 2,5 milliards de $ pour la fourniture de 24 Su-35, l'accord de vente comprend également la livraison d'équipements de soutien au sol et de moteurs de rechange. Les dernières livraisons ont eu lieu en 2018.
Depuis 2010 l'armée de l'air chinoise se transforme massivement et très rapidement. Elle a amélioré ses capacités dans plusieurs domaines, notamment les chasseurs, les missiles avancés, les systèmes de détections aériens avec des radars AESA et de nouveaux types d'AWACS comme le KJ-2000 ou le KJ-600 qui a effectué son 1er vol en 2020. Elle a également entamé des réformes majeures en matière de formation et de doctrines. Les dirigeants chinois ont compris que la force brute était insuffisante pour contrer l'intervention américaine dans les affrontements autour du détroit de Taïwan et ont donc investi massivement dans un plus large éventail de capacités conventionnelles pour faire passer la PLAAF d'une force importante et technologiquement inférieure à une position avantageuse du point de vue de la qualité et de la quantité.
Par ailleurs, le programme de modernisation est complété par une redéfinition des missions de la force aérienne. Le transport aérien, jusqu'ici négligé, augmente sa capacité avec l'annonce en 2005 de la commande de 30 Il-76 et 8 avions ravitailleurs Il-78. Des multiplicateurs de forces tels avion radar et avion ravitailleur sont également en service depuis les années 2000. Mais également la conception d'un avion de transport lourd a commencé en 2006 qui a débouché sur la production du quadrimoteur Xian Y-20, initialement équipé de moteurs russes, il est désormais équipé des moteurs chinois WS-20. De nombreuses variantes sont en cours de test ou de développement, en particulier une version ravitailleur aérien et AWACS. La version ravitailleur YY-20 est censée remplacer les H-6U qui ont été mis en service au début des années 90.
La conception du Chengdu J-20, le premier avion de chasse furtif de cinquième génération d'origine chinoise a débuté au début des années 2000 avec son premier vol effectué le 11 janvier 2011. L'avion est officiellement entré en service en 2018, il était équipé d'un moteur russe le Saturn AL-31F M2 mais à partir de 2021 le moteur chinois Shenyang WS-10 a commencé à être installé sur ces aéronefs. En 2023 il est annoncé que le moteur WS-15 est entré en production de masse, ce moteur doit permettre au J-20 d'avoir la capacité supercroisière, c'est-à-dire être capable de dépasser la vitesse du son sans avoir recours à la postcombustion,.

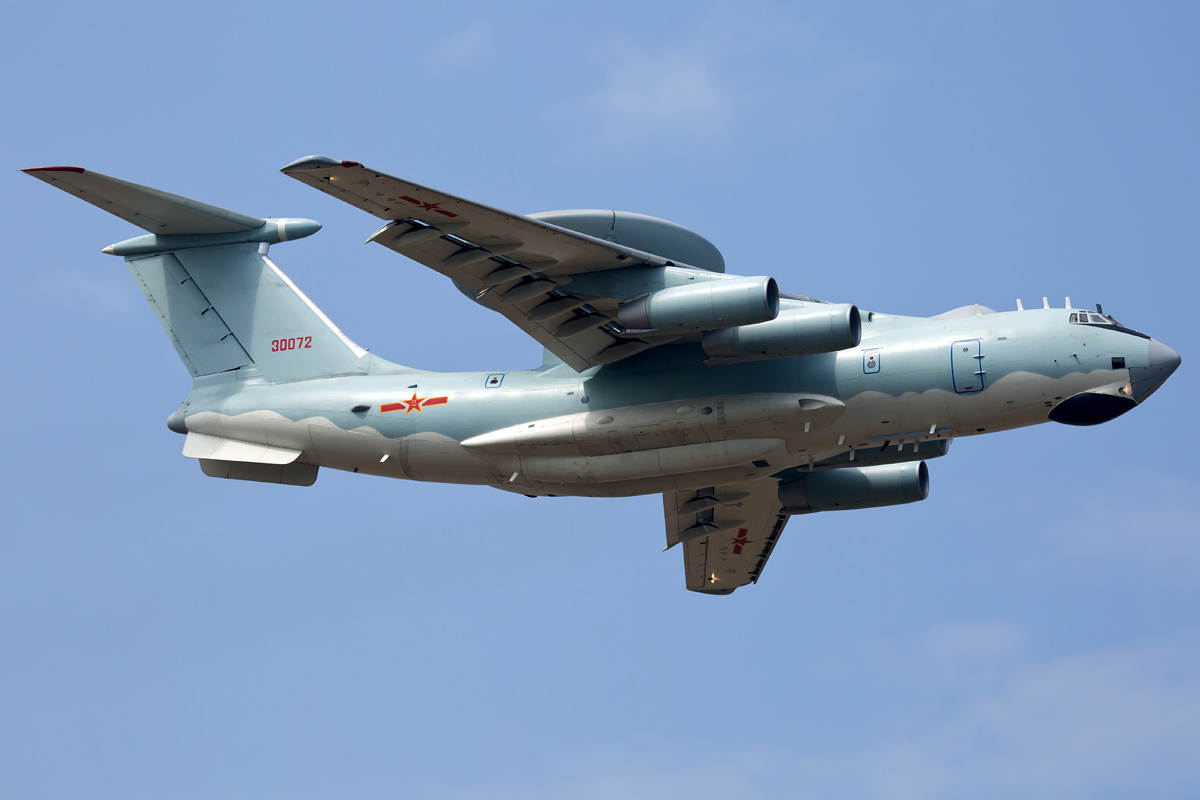
AWACS KJ-2000

Entre 2008 et fin 2011, on estime que le nombre d'avions de combat moderne (J-10, J-11, Su-27, Su-30 et J-8F) est passé de 500 à plus de 1 200, les Chengdu J-7, copies du MiG-21, étant en décembre 2011 retiré des premières lignes et en 2018 ils commencent à être retiré du service. Cependant ce n'est pas la fin de cet avion mythique de l'aviation chinoise car à partir de 2018 certaines informations font état de la transformation de J-7. En effet ces derniers seraient en train d'être modifiés pour transformer les vieux avions de chasse en drones. Il y a très peu d'informations à leurs sujets mais les J-7 dronisés pourraient être utilisés pour deux rôles principaux. Le premier transformera l'avion en leurre, ce qui lui permettrait d'user et détecter les missiles antiaériens ennemis ainsi que saturer les ondes radars afin de compliquer la tâche de la défense aérienne. Le second pour transformer l'avion en drone suicide, en y installant le plus d'explosifs possible et en le faisant s'écraser sur sa cible.
En 2013, on estimait que la Chine disposait de 400 chasseurs modernes de quatrième génération, et le nombre d’avions de quatrième génération devait encore augmenter. Le pourcentage de chasseurs de quatrième génération est passé de 30 pour cent en 2010 à 50 pour cent en 2015, prévoyant une structure de force majoritaire de quatrième génération dans un avenir proche. Depuis 2016 l'industrie chinoise se concentre en grande majorité sur la production de 3 types d'avions les J-10C, J-16 et J-20. Entre 2016 et 2022 on estime que la Chine a mis en service plus de 600 avions de combat de quatrième et cinquième génération, tous équipé de radars AESA. La PLAAF s'est également concentrée sur le développement d'options de frappe à longue portée avec des plates-formes de bombardiers améliorées basées sur des missiles de croisière à longue portée Xian H-6K, ainsi que sur le déploiement d'avions plus polyvalents tels que le Shenyang J-16. En 2014, le Pentagone a noté que la PLAAF comblait rapidement l’écart en matière de formation, d’équipement et de capacités de projection de puissance avec les États-Unis.
De 2014 à 2016, la PLAAF a intensifié ses efforts opérationnels conjoints avec la marine de l’APL, en renforçant ses capacités de projection de puissance et de frappe expéditionnaire avec d’autres branches de service, et s’est engagée dans des missions de patrouille conjointes avec la marine de l’APL en mer de Chine orientale et méridionale. En 2016, l'APL a créé la Force de soutien stratégique de l'Armée populaire de libération, qui a supprimé les responsabilités de la PLAAF dans le domaine de l'espace et de l'information, laissant l'armée de l'air concentrée sur les opérations aériennes, la défense aérienne, la guerre électronique, l'alerte précoce aéroportée et les missions de frappe air-sol. Dans le même temps, la PLAAF a activement développé un systèmes de défense aérienne intégrés sophistiqués, capable de fournir une couverture de défense aérienne au-delà du littoral et des frontières. La même année, le général de la PLAAF Ma Xiaotian (en) a annoncé que la Chine développait un nouveau type de bombardier à longue portée lors de la journée portes ouvertes de l'armée de l'air, qui sera plus tard baptisé bombardier furtif Xian H-20.

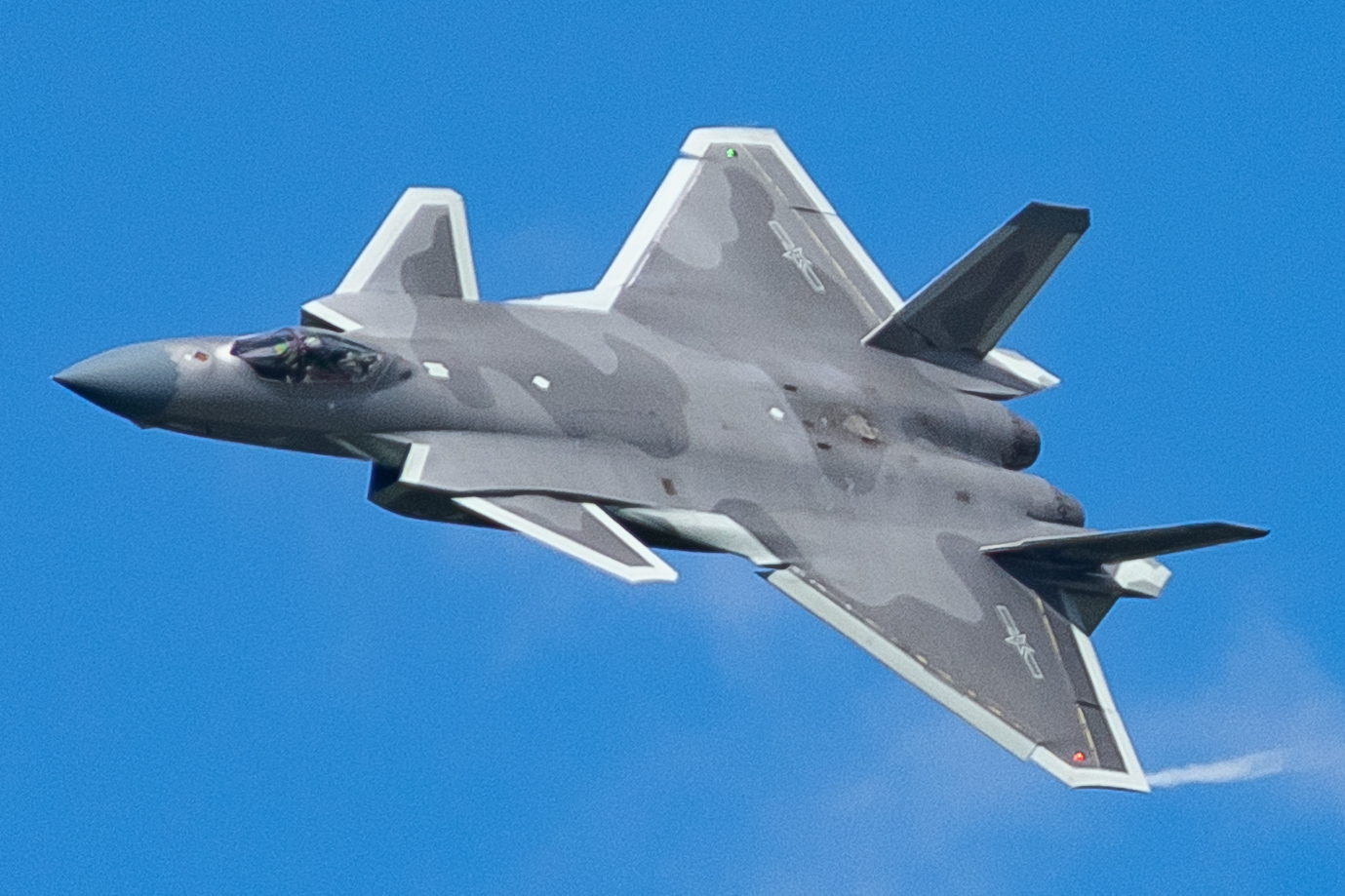
Avion de 5eme génération J-20

Après la réforme, les analystes ont noté que les opérations conjointes et les capacités de combat intégrées de la PLAAF avaient été considérablement améliorées. En mars 2017, la PLAAF a mis en service le chasseur furtif Chengdu J-20 et a formé la première unité de combat en février 2018, faisant de la Chine le deuxième pays au monde et le premier en Asie à déployer un avion furtif opérationnel. À peu près à la même époque, la PLAAF a introduit les missiles PL-10 (en) et PL-15 pour améliorer sensiblement sa capacité de combat aérien notamment en combat hors de la portée visuelle qui est une caractéristique essentielle pour les combats aériens modernes. En 2019, certains chercheurs en aviation pensaient que les plates-formes d'armes chinoises avaient atteint à peu près la parité avec leurs équivalents occidentaux et surpassaient la Russie dans la plupart des aspects du développement et de la mise en œuvre de la technologie aéronautique,,. En 2019 et 2020, la PLAAF a commencé à réformer son programme de pilotage et ses programmes de formation de transition, en intégrant des entraîneurs avancés d'avions à réaction et des chasseurs en service actif dans des académies de formation dédiées, mettant ainsi fin à la pratique traditionnelle de formation des pilotes dans les unités opérationnelles. La mesure a amélioré l'efficacité de la formation et a évité que les unités actives ne soient détournées des responsabilités de défense.

#### Missile air-air hypersonique
En janvier 2025 la Chine confirme qu'une série de tests ont été effectués avec succès pour le développement d'un nouveau missile air-air pouvant atteindre des vitesses hypersonique et avec une portée de tir immense qui pourrait atteindre les 1 000 km. Si le missile entre en service, il sera le missile air-air avec la plus grande portée au monde. En cas de conflit, la mission de cette arme serait de détruire les avions de support et peu manœuvrant comme les AWACS, les tankers ou les bombardiers. Cependant, cette annonce pose question, car à l'heure actuelle, aucun avion de combat au monde ne dispose d'un radar avec une portée de 1 000 km. Certaines analyses évoquent l'idée d'utiliser le missile en tandem avec des drones furtif comme le WZ-8 (en) équipés de puissant radar, le drone pourrait ainsi détecter la cible et guider le missile sur une partie de son vol.

### Recrutement d'instructeursoccidentaux
En 2022, selon la presse britannique, plus de 30 anciens pilotes britanniques ont été recrutés par l'armée chinoise pour "les aider à comprendre les tactiques et modes d'opération des aviations militaires occidentales". Les autorités britanniques ont annoncé qu'elles allaient bloquer ces recrutement. Ces pilotes seraient payés jusqu'à 240.000 Livres par an. Selon Le Figaro, des soldats pilotes français auraient également été approchés par les autorités chinoises. Selon certains articles les pilotes français sont très recherchés car la France est le seul pays en dehors des États-Unis à opérer un porte-avions nucléaire avec catapulte CATOBAR.
Des pilotes de nombreux autres pays ont participé à ces formations comme des pilotes allemands, australien ou canadien,.

### Casque de pilote

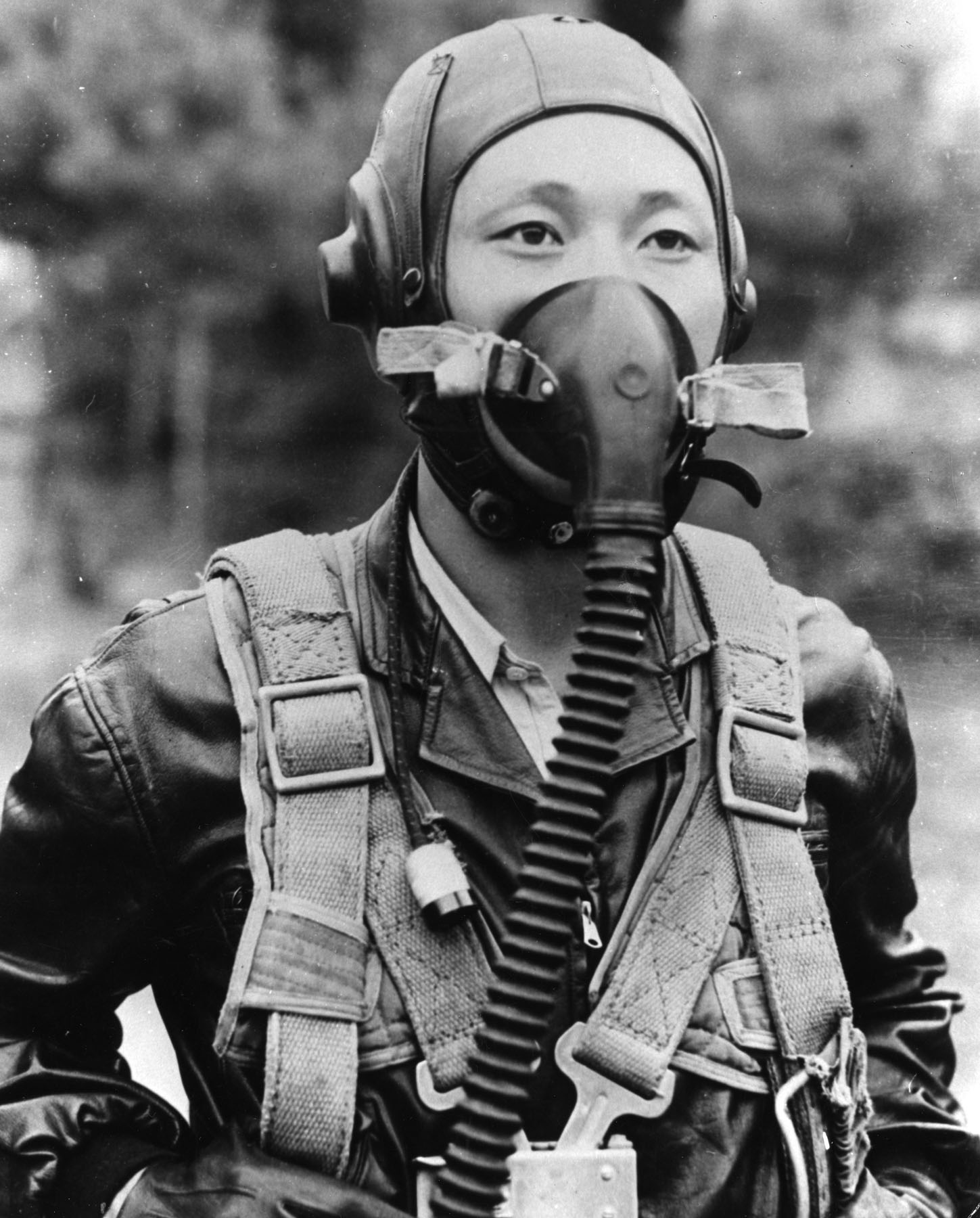
Pilote de Mig-15 avec casque en cuir pendant la guerre de Corée

Les casques de pilotes dans l’aviation Chinoise ont énormément évolué depuis sa création. Pendant la période d’après-guerre et la première partie de la guerre froide l’aviation Chinoise était très dépendante de l’Union Soviétique, les pilotes Chinois utilisaient donc des avions et des casques soviétiques. Quand la Chine reçu ses premiers Mig-15 juste avant la guerre de Corée elle reçut également les casques et respirateurs Soviétiques KM-16 et ShL-50. Ces casques étaient très rudimentaires, à l’époque les casques de pilotes étaient encore en cuir, celui-ci comportait uniquement une radio au niveau de la gorge et un respirateur qui permettait au pilote de monter jusqu’à 30 000 pieds (9 100 m). Dans les années 1950 la Chine commença à produire son propre casque en cuir le Type-50 qui était très inspiré des modèles russes avec quelques améliorations. Plusieurs versions de ce casque ont été développé par les Chinois. Vers la fin des années 50 les Soviétiques et Américains ont commencé à développer des casques de pilote avec une coque solide. Les Russes ont développé le casque ZSh-2, il a été développé sur la base de casques américains capturés par les Nord-Coréens. Ils ont également développé le casque ZSh-3 qui était en fait une coque adaptable sur les casques en cuir Soviétiques. Les Russes ont proposé le ZSh-3 aux Chinois pour évaluation mais à la suite d'un mauvais retour des pilotes qui trouvait le casque trop encombrant et combiné à des raisons économiques il a été décidé de garder les casques en cuir Type 50 et Type 59. 
Cependant avec les améliorations considérables des performances des avions de combat il était devenu indispensable de fournir aux pilotes un équipement de protection approprié. Plusieurs évènements ont conduit les Chinois à créer leur propre casque à coque solide. En 1963 un pilote Taiwanais pilotant un F-86F Sabre Américain a fait défection vers la Chine, les Chinois ont donc pu mettre la main sur un casque Américain P-4A intact. En 1965 pendant la guerre du Viêt-Nam un F-105 Thunderchief fut abattu par l’armée de l’air Chinoise et ces derniers ont pu récupérer un casque Américain HGU-2/P. Grâce à cela et au travail des ingénieurs Chinois le premier casque à coque dure Chinois fut créer le TK-2. Le TK-2 était composé d’une coque extérieure en fibre de verre dure doublée d'une mousse polymère écrasable et absorbant les chocs (similaire à la mousse de polystyrène). Le TK-2 comportait également sur le côté gauche un pare-soleil activé manuellement, à ombrage unique, protégé des rayures par une membrane en fibre de verre. Des écouteurs étaient déjà installés dans le casque au niveau des oreilles, ils étaient reliés à l’avionique de l’avion par un câble qui sortait à l’arrière du crâne.

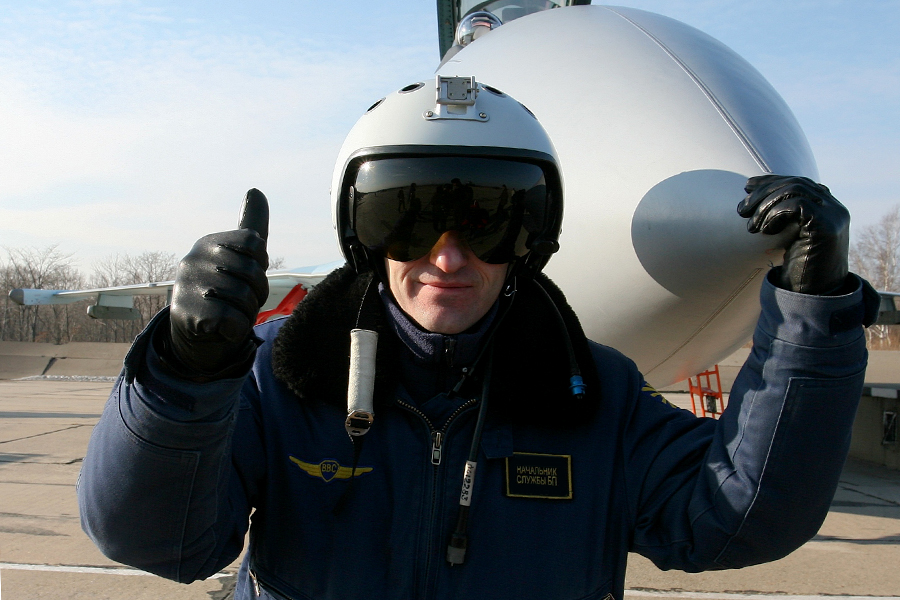
ZSh-7 Russe, assez similaire au TK-10 et TK-11.

Dans les années 1990 deux nouvelles versions furent mises en service le TK-10 et TK-11. Le rembourrage intérieur anti choc était quasiment identique que sur le TK-2 et la doublure intérieure était plus confortable. Un effort a été mis au niveau des écouteurs pour disposer de systèmes de communications plus avancés et le cuir intérieur des écouteurs a également été retravaillé pour être plus confortable. La plus grosse évolution se trouve au niveau des respirateurs qui sont bien plus avancés que dans les versions précédentes.

En 2018 la chine dévoile son premier modèle de casque de pilote intelligent, c'est-à-dire des casques composés en une ou en deux parties équipées de systèmes informatiques intégrés comme des affichages visuels de visée et de ciblage d'armes interfacés. Comme ces casques sont encore en développement il y très peu d’informations à ce sujet. Mais on sait qu’une première génération de casque intelligent a été crée en modifiant différentes versions du TK-11 (la génération précédente de casques chinois) en leurs incorporant des optiques de visée notamment nocturne sur la visière, cette version serait dénommée TK-14.

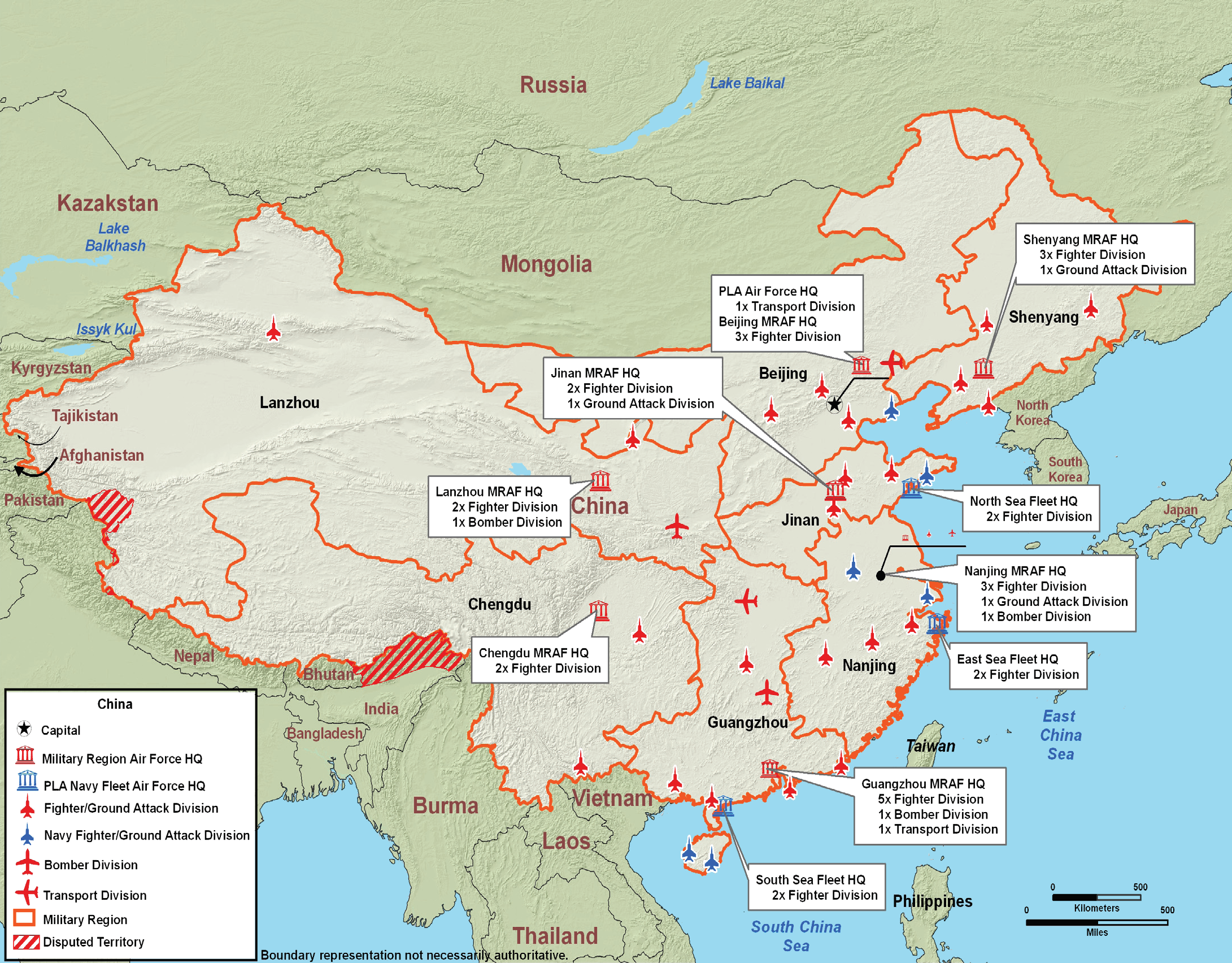
Régions de commandements aériens en 2006.

## Organisation
Le quartier général de la force aérienne regroupe le commandement de l'ensemble de l'armée de l'air chinoise. Il dispose de quatre départements, assurant diverses fonctions au sein de l'armée (Commandement, Logistique, Équipement et Politique). L'espace aérien chinois est divisé en sept régions. Ces régions disposent d'entre deux et sept divisions, constituées chacune de trois régiments. Ces régiments sont divisés en trois escadrons. L'armée de l'air chinoise dispose par ailleurs de plus de 130 bases aériennes réparties sur l'ensemble du territoire chinois, d'une centaine de sites pour missiles anti-aériens et de 16 000 canons antiaérien.

## Aéronefs

Cocarde de la force aérienne. L'idéogramme représente la date du 1er août 1927, le jour de la création de l'armée populaire de libération.

L'estimation du parc aérien chinois est difficile car le gouvernement chinois communique très peu sur ses forces armées. Les estimations les plus probables font état de 4000 aéronefs dont 3000-3500 aéronefs de combat. Cependant, beaucoup de ces aéronefs sont vieillissants et la Chine a entamé un vaste programme de modernisation. En 2023 on estime qu'environ 60% de la force aérienne chinoise dispose d'appareils considérés comme modernes ou très avancés.
Cette liste ne comprend pas les aéronefs en dotation dans l'aviation navale, l'armée de terre, les troupes aéroportées et de marine.
Les appareils en service uniquement dans l'armée de l'air sont les suivants, :
| Aéronefs      | Origine          | Type                                  | En service en 2016 | En service en 2023 | En service en 2024 | Versions                     | Année de mise en service de l'aéronef |
| ------------- | ---------------- | ------------------------------------- | ------------------ | ------------------ | ------------------ | ---------------------------- | ------------------------------------- |
| Soukhoï Su-35 | Russie           | Avion de chasse multirôle             | 24                 | 24                 | 24                 | Su-35BM                      | 2012                                  |
| Soukhoï Su-30 | Russie           | Avion de chasse multirôle             | 73                 | 73                 | 73 24              | Su-30MKK Su-30MK2            | 2000 2002                             |
| Soukhoï Su-27 | Union soviétique | Avion de chasse                       | 32 43              | 32                 | 32                 | Su-27UBK Flanker Su-27SK     | 1985 1996                             |
| Chengdu J-20  | Chine            | Avion de chasse furtif                | 28                 | +140               | +200               | J-20A                        | 2017                                  |
| Shenyang J-16 | Chine            | Avion de chasse multirôle             | 112                | 250                | 280 12             | J-16 J-16D                   | 2013 2015                             |
| Shenyang J-11 | Chine            | Avion de chasse                       | 104 150            | 95 130             | 95 150             | J-11A(Su-27SK) J-11B/BS      | 1998 2010                             |
| Chengdu J-10  | Chine            | Avion de chasse multirôle             | 222 53 48 114      | 220 55 220 70      | 236 55 220 77      | J-10 J-10A J-10S J-10B J-10C | 2005 2014 2016                        |
| Shenyang J-8  | Chine            | Avion de chasse Avion de surveillance | 24 96 8 24         | 30                 | 50                 | J-8B J-8F J-8H               | 1980 2000 2002                        |
| Chengdu J-7   | Chine            | Avion de chasse                       | 216 192 120        | 50 119 120         | 50 119 120         | J-7 J-7E J-7G                | 1966 1993 2004                        |
| Xian JH-7     | Chine            | Avion d'attaque au sol                | 140                | 120                | 200                | JH-7/JH-7A JH-7A2            | 1992 2019                             |
| Nanchang Q-5  | Chine            | Avion d'attaque au sol                | 0                  | 0                  | 0                  |                              | 1970                                  |
| Shenyang J-6  | Chine            | Avion de chasse                       | 0                  | 0                  | 0                  |                              | 1961                                  |

| Aéronefs                                                    | Origine          | Type                                                         | En service en 2016 | En service en 2023 | Versions                                                                   | Année de mise en service de l'aéronef |  |
| Bombardier                                                  | Bombardier       | Bombardier                                                   | Bombardier         | Bombardier         | Bombardier                                                                 | Bombardier                            |  |
| ----------------------------------------------------------- | ---------------- | ------------------------------------------------------------ | ------------------ | ------------------ | -------------------------------------------------------------------------- | ------------------------------------- |  |
| Xian H-6                                                    | Chine            | Bombardier stratégique                                       | ~70 ~50            | 12 60 100 4        | H-6A H-6H/M H-6K H-6N                                                      | 1959 2006 2009 2018                   |  |
| Avion de transport                                          |                  |                                                              |                    |                    |                                                                            |                                       |  |
| Iliouchine Il-76                                            | Union soviétique | Avion de transport tactique                                  | 16+                | 20                 | Il-76MD/TD Candid                                                          | 1974                                  |  |
| Xian Y-20                                                   | Chine            | Avion de transport                                           |                    | 50                 |                                                                            | 2016                                  |  |
| Shaanxi Y-8                                                 | Chine            | Avion de transport                                           | 40 3               | 30                 | Y-8                                                                        | 1959                                  |  |
| Shaanxi Y-9                                                 | Chine            | Avion de transport                                           | 3+                 | 30                 |                                                                            | 2012                                  |  |
| Shijiazhuang Y-5                                            | Chine            | Avion de transport léger / reconnaissance                    | 170                | 70                 |                                                                            | 1948                                  |  |
| Xian Y-7                                                    | Chine            | Avion de transport léger / reconnaissance                    | 41                 | 41                 | Y-7/Y-7H                                                                   | 1962                                  |  |
| Tupolev Tu-154                                              | Union soviétique | Avion de transport tactique Avion de surveillance            | 8 4                | 8                  | Tu154M Careless Tu-154M/D Careless (ISR)                                   | 1972                                  |  |
| Harbin Y-11 (en)                                            | Chine            | Avion de transport                                           | 20                 | 0                  |                                                                            | 1977                                  |  |
| Harbin Y-12                                                 | Chine            | Avion de transport                                           | 8                  | 0                  |                                                                            | 1985                                  |  |
| Boeing 737                                                  | États-Unis       | Avion de transport VIP Avion de commandement aéroporté       | 9                  | 9                  |                                                                            | 1968                                  |  |
| Bombardier CRJ200                                           | Canada           | Avion de transport VIP                                       | 5                  | 5                  |                                                                            | 1996                                  |  |
| Bombardier CRJ700                                           | Canada           | Avion de transport VIP                                       | 5                  | 5                  |                                                                            | 2001                                  |  |
| Airbus A319                                                 | Union européenne | Avion de transport                                           | 0                  | 3                  |                                                                            | 1996                                  |  |
| AWACS                                                       |                  |                                                              |                    |                    |                                                                            |                                       |  |
| Shaanxi KJ-200                                              | Chine            | Avion de détection et de commandement aéroporté              | 10                 | 4                  |                                                                            | 2009                                  |  |
| Shaanxi KJ-500                                              | Chine            | Avion de détection et de commandement aéroporté              | 24                 | 20                 |                                                                            | 2015                                  |  |
| Xian KJ-2000                                                | Chine            | Avion de détection et de commandement aéroporté              | 4                  | 4                  |                                                                            | 2006                                  |  |
| Avion de commandement ; reconnaissance, guerre électronique |                  |                                                              |                    |                    |                                                                            |                                       |  |
| Boeing 737                                                  | États-Unis       | Avion de commandement aéroporté                              | 2                  | 2                  |                                                                            | 1968                                  |  |
| Shaanxi Y-8                                                 | Chine            | Avion de commandement aéroporté Avion de guerre électronique | 3                  | 3 4 2 6 2          | Y-8T High News 4 Y-8CB High News1 Y-8DZ Y-8G High News 3 Y-8XZ High News 7 | 1959                                  |  |
| Shaanxi Y-9                                                 | Chine            | Avion de guerre électronique                                 | 3+                 | 3 2                | Y-9G Y-9XZ                                                                 | 2012                                  |  |
| Tupolev Tu-154                                              | Union soviétique | Avion de surveillance                                        | 4                  | 4                  | Tu-154M/D Careless (ISR)                                                   | 1978                                  |  |
| Shenyang J-8                                                | Chine            | Avion de surveillance                                        | 24                 | 24                 | JZ-8 (ISR) JZ-8F (ISR)                                                     | 1980                                  |  |
| Avion ravitailleur                                          |                  |                                                              |                    |                    |                                                                            |                                       |  |
| Xian H-6                                                    | Chine            | Avion ravitailleur                                           | 10                 | 10                 | H-6U                                                                       | 1959                                  |  |
| Xian Y-20                                                   | Chine            | Avion ravitailleur                                           | 0                  | 8                  | YY-20A                                                                     | 2016                                  |  |
| Iliouchine Il-78                                            | Union soviétique | Avion ravitailleur                                           | 1                  | 3                  | Il-78 Midas                                                                | 1984                                  |  |
| Avion d'entraînement                                        |                  |                                                              |                    |                    |                                                                            |                                       |  |
| Nanchang CJ-6                                               | Chine            | Avion d'entraînement                                         | 400                | 400                | CJ-6/6A/6B                                                                 |                                       |  |
| Chengdu J-7                                                 | Chine            | Avion d'entraînement                                         | 200                | 200                | JJ-7                                                                       |                                       |  |
| Nanghang K-8 Karokorum                                      | Chine PAK        | Avion d'entraînement                                         | 350                | 350                | JL-8                                                                       |                                       |  |
| Guizhou JL-9                                                | Chine            | Avion d'entraînement                                         | N/A                | 30                 |                                                                            |                                       |  |
| Hongdu JL-10 (en)                                           | Chine            | Avion d'entraînement                                         |                    | 50                 |                                                                            |                                       |  |
| Hélicoptère                                                 |                  |                                                              |                    |                    |                                                                            |                                       |  |
| Mil Mi-17                                                   | Union soviétique | Hélicoptère de transport                                     | 4+ 2               | 4+ 2               | Mi-171 Mi-17V-5 Hip H                                                      |                                       |  |
| Harbin Z-9                                                  | Chine            | Hélicoptère multirôle                                        | 20                 | 20                 |                                                                            |                                       |  |
| Changhe Z-8                                                 | Chine            | Hélicoptère de transport lourd                               | 18+                | 18+                |                                                                            |                                       |  |
| Aérospatiale AS332 Super Puma                               | France           | Hélicoptère de transport VIP                                 | 6+                 | 6+                 |                                                                            |                                       |  |
| Eurocopter EC225 Super Puma                                 | Union européenne | Hélicoptère de transport VIP                                 | 3                  | 3                  |                                                                            |                                       |  |
| Drone                                                       |                  |                                                              |                    |                    |                                                                            |                                       |  |
| CH-1 Chang Hong                                             | Chine            | Drone de reconnaissance                                      | N/A                |                    |                                                                            |                                       |  |
| Chang Kong 1                                                | Chine            | Drone de reconnaissance                                      | N/A                |                    |                                                                            |                                       |  |
| Gongji-1                                                    | Chine            | Drone de reconnaissance                                      | 4+                 | +12                |                                                                            |                                       |  |
| Guizhou WZ-7 (en)                                           | Chine            | Drone de reconnaissance HALE                                 | N/A                | +12                |                                                                            |                                       |  |
| AVIC WZ-8 (en)                                              | Chine            | Drone de reconnaissance furtif HALE                          | -                  | +2                 |                                                                            |                                       |  |
| Chengdu WZ-10 (en)                                          | Chine            | Drone de reconnaissance furtif HALE                          | -                  | N/A                |                                                                            |                                       |  |
| IAI Harpy                                                   | Israël           | Munitions rôdeuses                                           | N/A                |                    |                                                                            |                                       |  |